# Роберт Вайман
Роберт Вайман (на английски: Robert Weimann) e почетен професор по англицистика в Калифорнийския университет, Ървайн, САЩ, представител на литературознанието на читателския отклик.

## Биография
Роден е на 18 ноември 1928 година в Магдебург, Германия. Следва англицистика и славистика в университета „Мартин Лутер“ в Хале (1947 – 1951). През 1951 – 1955 г. продължава в магистратура и се дипломира окончателно със Summa cum laude в Хумболтовия университет на Берлин.
Там печели и първото си асистентско място. От 1959 г. е главен асистент и директор на англо-американските изследвания в Педагогическия институт в Потсдам. През 1962 г. се хабилитира в Хумболтовия университет в Берлин. Там постъпва като професор по английска литература и теория на литературата (1965 – 1968). През 1968 – 1991 г. е ръководител на сектор, а след това на изследователска група в Института по история на литературата на Академията на науките на ГДР.
Професор по театрознание в Калифорнийския университет в Ървайн (1992 – 2001). Гост професор на университетите на Вирджиния (1974), Торонто (1982), Харвард (1984 и 1989), Бъркли (1986), Ървайн (1991). Гостуващ изследовател в Корнелския университет (1990).
Председател на германското Шекспирово общество (1985 – 1993). Изпълняващ длъжността директор на Центъра за литературни изследвания в Берлин (1991 – 1994; след 1993 г. поделя поста с Еберхард Лемерт).
Почетен член на Асоциацията за съвременни езици и литератури в Америка (от 1985). Почетен доктор на университета в Потсдам (2009).
Изнасял е лекции в различни европейски университети – в Осло, Копенхаген, Одензее, Стокхолм, Варшава, Краков, Будапеща, Рим, Флоренция, Венеция, Торино, Цюрих, Гент, Лондон, Оксфорд, Кеймбридж, както и семинара „Макс Райнхард“ във Виена и в Института за световна литература в Москва.
Умира в гр. Бернау край Берлин (Bernau bei Berlin), провинция Бранденбург, Германия на 9 август 2019 г.

## Публикации

### Авторски книги
- Drama und Wirklichkeit in der Shakespearezeit. Ein Beitrag zur Entwicklungsgeschichte des elisabethanischen Theaters (Драмата и действителността в епохата на Шекспир. Принос към историята на възникването на елизабетинския театър). Halle, 1958 (преработена версия на дисертация).
- Daniel Defoe. Eine Einführung in das Romanwerk (Даниел Дефо. Въведение в романовото му творчество). Halle, 1962.
- „New Criticism“ und die Entwicklung bürgerlicher Literaturwissenschaft. Geschichte und Kritik neuer Interpretationsmethoden (Новото литературознание и възникването на буржоазното литературознание. История и критика на новите методи за интерпретация). Halle 1962 (хабилитация). Преводи на руски (Москва, 1965), унгарски (Будапеща, 1965), чешки (Прага, 1974); 2 преработено издание – München, 1974.
- Shakespeare und die Tradition des Volkstheaters. Soziologie, Dramaturgie, Gestaltung (Шекспир и традицията на народния театър. Социология, драматургия, оформяне). Berlin, 1967. Преводи на английски (Baltimore/London, 1978; Paperback ed. 1984), японски (Tokio, 1986) и италиански (Bologna, 1989).
- Phantasie und Nachahmung. 3 Studien zum Verhältnis von Dichtung, Utopie und Mythos (Фантазия и подражание. Три студии върху поезията, утопията и мита). Halle, 1970.
- Literaturgeschichte und Mythologie. Methodologische und historische Studien (Литературна история и митология. Методологически и исторически изследвания). Berlin/Weimar 1971 (Превод на руски (Москва, 1975).
- Structure and Society in Literary History. Studies in the History and Theory of Historical Criticism (Структура и общество в литературната история. Изследвания по история и тория на историческото литературознание). Charlottesville 1976, London 1977. Разширено издание – Baltimore 1984.
- Kunstensemble und Öffentlichkeit. Aneignung, Selbstverständigung, Auseinandersetzung (Художествен ансамбъл и публичност. Присвояване, самосъзнание, дебат). Leipzig/Halle, 1982.
- Shakespeare und die Macht der Mimesis. Autorität und Repräsentation im elisabethanischen Theater (Шекспир и властта на мимезиса. Власт и репрезентация в елизабетинския театър). Berlin/Weimar, 1988.
- Authority and Representation in Early Modern Discourse (Власт и репрезентация в дискурса на ранната модерност). Baltimore, 1996.
- Author’s Pen and Actor’s Voice. Playing and Writing in Shakespeare’s Theatre (Авторовото перо и актьорският глас. Да играеш и да пишеш в Шекспировия театър). Cambridge UP, 2000.
- Prologues to Shakespeare’s Theatre. Performance and Liminality in Early Modern Drama (Въведения към Шекспировия театър. Изпълнение и праг в ранномодерната драма). London, 2004 (с Дъглас Брустър).
- Shakespeare and the Power of Performance. Stage and Page in the Elizabethan Theatre (Шекспир и властта на изпълнението. Сцена и страница в елизабетинския театър). Cambridge UP, 2008 (с Дъглас Брустър).

### Редакция и съставителство
- Dramen der Shakespearezeit. Редакция и въведение. Leipzig, 1964.
- Tradition in der Literaturgeschichte. Beiträge zur Kritik des bürgerlichen Traditionsbegriffs bei Croce, Ortega, Eliot, Leavis, Barthes u.a. Редакция, въведение и доклад. Berlin, 1972.
- Renaissanceliteratur und frühbürgerliche Revolution. Studien zu den sozial- und ideologiegeschichtlichen Grundlagen europäischer Nationalliteraturen. Редакция и доклад. Заедно с Вернер Ленк и Йоахим-Юрген Сломка. Berlin/Weimar, 1976.
- Realismus in der Renaissance. Aneignung der Welt in der erzählenden Prosa. Редакция, въведение и доклади. Berlin/Weimar, 1977.
- Der nordamerikanische Roman. Repräsentation und Autorisation in der Moderne. Редакция, въведение и доклади. Berlin/Weimar, 1989.
- Postmoderne – globale Differenz. Заедно с Ханс Улрих Гумбрехт. Редакция и въведение. Frankfurt am Main, 1991.
- Ränder der Moderne. Repräsentation und Alterität im (post)kolonialen Diskurs. Редакция, въведение и доклад. Frankfurt am Main, 1997.

Книгите и студиите на Вайман са преведени на 18 езика.

## Признание, критика, интервюта
- Manfred Wojcik, „Zur Interpretation des ‘Robinson Crusoe’“, Zeitschrift für Anglistik und Amerikanistik, 27 (1979), S. 5 – 34; Erwiderung ebd., S. 258 – 261.
- Hans-Gert Roloff, „Glanz und Elend der Theorie – Fragen an das Renaissance-Forschungsteam von Robert Weimann“, lendemains, Heft 16 (Nov. 1979), S. 63 – 80; Erwiderung ebd., Heft 20 (Nov. 1980), S. 135 – 147.
- Colin B. Grant, „Öffentlichkeit – Diskurs – Kommunikation.“ Интервю с Роберт Вайман. Във: Weimarer Beiträge, 37 (1991), S. 1153- 1162.
- „Shakespeare: Then and Now“. Интервю на Сейко Айояма с Роберт Вайман. В: The Rising Generation 87 (Tokio, 1992), Heft 10, S. 2 – 6.
- Utz Riese, „Poststrukturalismus/Postmoderne und das Nahen der Wende in der DDR.“ В: Wie international ist die Literaturwissenschaft? Под редакцията на Луц Данеберг и Фридрих Волхарт (Stuttgart, 1996), S. 425 – 439.
- Redefining Shakespeare. Literary Theory and Theater Practice in the German Democratic Republic. Под редакцията на Лоурънс Гантър. Newark 1998, S. 41 – 50.
- John Drakakis, „Discourse and Authority. The Renaissance of Robert Weimann“. В: Shakespeare Studies, 26 (1998), S. 83 – 104.
- K. Ludwig Pfeiffer, „Zur Situierung eines historisch-theoretischen Diskurses“, S. 5 – 9 и Wolfgang Wicht, „Shakespeare in der DDR: Affirmation und Subversion“, S. 10 – 13, като Въведение към: Robert Weimann, Zwischen Performanz und Repräsentation. Aufsätze. Под редакцията на Кристиан Томсен и Лудвиг Пфайфер. Heidelberg 2000.
- Shakespearean International Yearbook, 10 (2010). Със специален раздел, озаглавен „The Achievement of Robert Weimann“ (S. 3 – 204).